# David Edwards (fútbol americano)
David Edwards (Downers Grove, Illinois, 20 de marzo de 1997) es un jugador profesional estadounidense de fútbol americano que se desempeña en la posición de lineman en Buffalo Bills, equipo de la National Football League (NFL).

## Carrera
Fue seleccionado en la quinta ronda en la Reunión Anual de Selección de Jugadores de la NFL de 2019. Hizo su debut profesional con el equipo Los Angeles Rams, en el cual jugó cuatro temporadas (2019-2023), luego pasó a Buffalo Bills, donde lleva jugando una temporada.